# Hokki blanc
Crossoptilon crossoptilon
Espèce
Statut de conservation UICN

 LC  : Préoccupation mineure
Statut CITES
Le Hokki blanc (Crossoptilon crossoptilon) est une espèce d'oiseaux de la famille des phasianidés originaire du sud-ouest de la Chine et en particulier du Tibet.

## Distribution
Sud-est du Tibet, sud-ouest de la Chine.

## Sous-espèces
D'après la classification de référence (version 5.2, 2015) du Congrès ornithologique international, cette espèce est constituée des quatre sous-espèces suivantes (ordre phylogénique) :
- C. c. dolani Meyer de Schauensee, 1937 ; Sud du Koukounor, Jyekundo et Lamdo sur le haut Yangtsé.
- C. c. crossoptilon (Hodgson, 1838) ; Sud-est du Tibet, ouest du Seutchouan.
- C. c. lichiangense Delacour, 1945 ; Nord-ouest du Yunnan (Likiang).
- C. c. drouynii Verreaux, 1838 ; Sud-est du Tibet, entre les rivières Yangtsé et Salouen.

## Habitat
Le hoki blanc affectionne les prairies alpines, les versants herbeux parsemés de rochers et les fourrés de bouleaux et de rhododendrons au-delà de la ligne des arbres en été ; les versants boisés (résineux et mixtes).

## Alimentation
Elle consiste essentiellement en bulbes et tubercules de liliacées : lis (Lilium) et oignons sauvages (Allium).

## Comportement non social
Les hokis blancs sont des oiseaux grégaires passant le plus clair de leur temps en groupes d’une dizaine de spécimens voire en troupes atteignant 200-250 individus. Ils sont particulièrement communs aux abords des monastères où les moines bouddhistes les nourrissent. Ailleurs, ils fréquentent souvent les champs moissonnés où ils se nourrissent en groupes. Leur vie est rythmée par les activités de nourrissage de l’aube jusqu’en milieu de matinée, par des séances de repos vers midi puis, l’après-midi, par des déplacements vers des abreuvoirs naturels. Tout le groupe passe la nuit sur les hautes branches des arbres de la forêt.

## Comportement social
Les hokis sont considérés comme monogames. À l’approche du printemps, les troupes hivernales tendent à se dissocier. Le mâle revendique un territoire en lançant un cri caractéristique, perché sur une branche ou posé sur un rocher, le bec tendu vers le haut.

## Parade nuptiale
Elle est basée sur une exhibition latérale du mâle et des courses-poursuites. En captivité, le mâle devient nerveux et poursuit la femelle en tous sens dans la volière. Au début, elle ne cesse de s’enfuir et vient se réfugier à couvert sous un buisson. Avec le temps, elle semble moins farouche et se fige parfois sur place. Le mâle fait alors plusieurs fois le tour de sa partenaire en laissant traîner à terre l’aile tournées vers elle et en étalant la queue. Les caroncules rouges du mâle couvrent toute la face. Si elle s’enfuit, il la poursuit dans une course effrénée jusqu’à ce qu’elle cède à ses avances et se tapisse au sol où l’accouplement a généralement lieu.

## Nidification
En milieu naturel, la femelle installe son nid sous un arbre tombé (sapin, épicéa), sous un rocher ou directement sur le sol en forêt profonde, généralement à haute altitude. Elle pond, en mai-juin, de 4 à 9 œufs bleu-verdâtre qu’elle couve seule 24 ou 25 jours. Des jeunes ont été observés en juillet et en août. Parfois, deux femelles peuvent pondre dans le même nid.

## Statut, conservation
Le hoki blanc souffre de la déforestation et de la chasse de subsistance qui peuvent constituer une grave menace dans certains secteurs mais les sous-espèces sont diversement menacées. En matière de conservation, plus de 20 sites protégés ont été inventoriés dans les provinces du Tsinghai, du Seutchouan, du Yunnan et au Tibet. Une plus grande surveillance afin d’établir un statut précis de l’espèce dans toutes les aires protégées existantes, la création de nouveaux sites et une stricte réglementation de la chasse s’imposent pour sa conservation.